# تابوت العهد
تابوت العهد (بالعبرية: אֲרוֹן הַבְּרִית) أو تَابُوتَ الشَّهَادَة (بالعبرية: אֲרוֹן הָעֵדֻת) أو تابوت الرب عند اليهود والمسيحيين وتابوت السكينة عند المسلمين. وهو التابوت الذي حُفظت به ألواح العهد، وفقاً للتراث اليهودي. وهذا التابوت وُضع داخل قدس الأقداس بالهيكل. وهو مطلي بالذهب ومزين بإطار من الذهب.

## تابوت العهد في الهيكل
يُطلق على التابوت عدة أسماء:«تابوت الشهادة» (سفر الخروج) «تابوت عهد الرب» (في سفري التثنية ويشوع) و«تابوت الرب» و«تابوت الإله» في الأنبياء الأوائل.
وصف شكل هذا التابوت موجود في سفر الخروج الفصل 25، حيث أنه كان مصنوعاً من خشب السنط، ومطلي بالذهب من طرفيه الخارجي والداخلي. ويوصف حجمه بأن طوله ذراعين ونصف وعرضه ذراع ونصف وارتفاعه ذراع ونصف. وكان التابوت محمولاً على مساند من خشب السنط المذهبة، المعشقة في حلقات ذهبية مصبوبة بجانب التابوت. ومكان التابوت كان المكان الأكثر قداسة في الهيكل، ألا وهو قدس الأقداس:
«وتجعل الحجاب تحت الأشظة وتدخل إلى هناك داخل الحجاب تابوت الشهادة. فيفضل لكم الحجاب بين القدس وقدس الأقداس. وتجعل الغطاء على تابوت الشهادة في قدس الأقداس»
(الخروج 26 33-34)
قبل أن يوضع تابوت العهد في الهيكل، كان في خيمة الاجتماع المقدسة المتحركة التي كان يحملها بنو إسرائيل في الصحراء، في طريقهم إلى أرض كنعان، وبعد ذلك وضع في خيمة الاجتماع في مدينة شيلوه.
في سفر صموئيل الأول تم التحدث عن سقوط التابوت في السبي على يد الفلسطينيين. فكما هو متبع في الشرق القديم، فإن تابوت العهد (شأنه في ذلك شأن الأغراض الدينية الأخرى) كان يؤخذ إلى ميدان القتال أملاً في جلب دعم الرب للمقاتلين. وبسبب هزيمة بني إسرائيل سقط تابوت العهد في السبي وأُخذ إلى أشدود، إلى معبد الإله داجون.
ووفقاً لما هو مروي، كان تمثال داجون موضوع على الأرض ويداه مقطوعتان وموضوعتان على عتبة الباب أمام تابوت العهد. وانتقل تابوت العهد إلى عقرون وسبب هناك لعنة الطاعون. وبعد ما يقرب من 7 أشهر قرر رؤساء الفلسطينيين (زعماء المدن الفلسطينية) إعادة التابوت لبني إسرائيل. فتم إعادة التابوت مرة أخرى لبيت شيمش وجلب هناك أيضا الطاعون في أوساط كل من رأى التابوت، حيث أُصيب به العديد من الأشخاص. وتم أخذ التابوت إلى بيت افينديف في جفعا وتم الحفاظ عليه هناك إلى أن نقله داوود إلى اورشليم.
الملك داوود جلب في أيامه التابوت إلى اورشليم وسط احتفالية ضخمة، ونقله أبنه سليمان بعد ذلك إلى قدس الأقداس، في الهيكل الذي بناه. هناك على حجر الأساس- وهو الحجر الذي عليه –وفقاً للمعتقد اليهودي- تم تقديم إسحاق قراباً على يد والده إبراهيم، ومنها أُسس العالم- تم وضع التابوت، تحت تمثالين مصنوعان من الذهب يظللانه. هذا ولا يسمح بدخول قدس الأقداس سوى لكبير الكهنة، وهو أيضا لا يسمح له بالدخول سوى مرة واحدة في العام –في يوم الغفران. وبالإضافة إلى التابوت كان يوجد في قدس الأقداس أيضا عصا أهرون الكاهن، أول كاهن أكبر. ولا يعرف مصير تابوت العهد بعد نقله إلى الهيكل. فلم يتم ذكره في قوائم الغنائم التي أخذها نوبخذنصر، ولا في الأدوات التي أعادها كورش ملك فارس إلى مبنى الهيكل الثاني، ولا يمكن أن يكون هذا الشيء، الذي يعد الأقدس والأثمن بين بيت كنوز الهيكل (واليهودية)، قد أُخذ بدون أن يُذكر في التناخ.

## ماذا وُضع في التابوت؟
وفقاً لسفر الخروج في الوصف المفصل لمحتوى التابوت، فإن الألواح التي أعطيت لموسى كان يجب أن تكون في التابوت «وتضع في التابوت الشهادة التي أعطيك» (خروج 25 16). وفقاً للوصف الحرفي فإن الشهادة هي ألواح العهد وهكذا يفسرها الرابي موسى بن ميمون، وصحيح أنه وفقاً للرابي شلومو يتسحاقي فإن التوراة هي الشهادة وهي وضعت في التابوت (بالإضافة إلى الألواح). وفقاً لما هو مكتوب في سفر التثنية فإن لوحين فقط وضعا في التابوت، «فـأكتب على اللوحين الكلمات التي كانت على اللوحين الأولين اللذين كسرتهما وتضعهما في التابوت...ثم انصرفت ونزلت من الجبل ووضعت اللوحين في التابوت الذي صنعت فكانا هناك كما أمرني الرب» (التثنية 210-5). وفقاً لأمر آخر في سفر التثنية، كان يجب وضع كتاب التوراة بجوار التابوت على رف خاص أو بداخله بجوار الألواح (هناك خلاف بهذا الشأن بين الحاخامات): «خذوا كتاب التوراة هذا وضعوه بجانب تابوت عهد الرب إلهكم ليكون هناك شاهداً عليكم» (تثنية 31 26).
وفقاً لوصف سفر الملوك وسفر أخبار الأيام فإنه كان في تابوت العهد ألواح العهد فقط وليس أي شيء آخر. وذلك وفقاً للآية التالية:
«لم يكن في التابوت إلا لوحا الحجر اللذين وضعهما موسى هناك في حوريب حين عاهد الرب بني إسرائيل عند خروجهم من أرض مصر» (ملوك أول فصل 8 9، وأخبار الأيام ثاني فصل 5 10).
ومع ذلك كان هناك خلافاً بين تفسيرات الحكماء في التلمود بشأن ما إذا كان يمكن أن نتعلم من هذه الجملة أن بقايا الألواح الأولى وضعت في التابوت أم لا. وهناك رأي لدى الحكماء يرى بالفعل أن بقايا الألواح الأولى وضعت بالفعل في التابوت.

## حفظ التابوت
في الحقيقة، هناك إشارات مكتوبة (مفصلة لدى الحاخامات)، تدل على أن تابوت العهد حُفظ بواسطة الملك ياشياهو. هذا ما ورد في سفر أخبار الأيام ثاني (35، 3):
«وقال للآويين الذين كانوا يعلمون كل إسرائيل الذين كانوا مقدسين للرب اجعلوا تابوت القدس في البيت الذي بناه سليمان بن داود ملك إسرائيل. ليس لكم أن تحملوا على الأكتاف. الآن اخدموا الرب إلهكم وشعبه إسرائيل».
وفهم الحكماء أن «اجعلوا تابوت القدس في البيت» يجب أن يكون محفوظة في حفرة أسفل البيت، ومن المؤكد أن التابوت كان في البيت منذ البداية. وكذلك قال (التلمود البابلي فصل يوما 52 2، وفصل هوريوت 12 1):
ومن حفظه؟ ياشياهو حفظه. من شاهد ما حُفظ؟ أنظر ما هو مكتوب (تثنية 28) «يذهب بك الرب وبملكك الذي تقيمه عليك»، وقف وحفظه، حيث قيل (أخبار الأيام ثاني 35) «وقال للآويين الذين كانوا يعلمون كل إسرائيل الذين كانوا مقدسين للرب اجعلوا تابوت القدس في البيت الذي بناه سليمان بن داود ملك إسرائيل. ليس لكم أن تحملوا على الأكتاف. الآن اخدموا الرب إلهكم وشعبه إسرائيل»
والتلمود الأورشليمي (شكليم فصل 6 هالخاه 1) يواصل ويُفصل:
«قال لهم: إذا كان قد رحل معكم إلى بابل، لم تعيدوه مرة أخرى إلى مكانه، بل الآن اخدموا إلهكم وشعبه إسرائيل».
ولخصت أقوال الرابي دافيد قمحي في تفسيره للفصل كالآتي:
«وحاخاماتنا مباركو الذكر فسروا أنه تم إصدار أمر لحفظ التابوت حتى لا يكتشف مع الشتات. وقالوا: كان هناك حجر في قدس الأقداس في غربه وكان موضوعاً عليها التابوت وأمامه جرة المن وعصا هارون، وفي أثناء قيام سليمان ببناء الهيكل وتوقع خرابه، بنى مكان ليحفظ به التابوت في الأسفل على عمق وبشكل متعرج، وهذا الحجر كان يغطى هذا المكان، وياشياهو الملك أمر وحفظ التابوت في نفس المكان الذي بناه سليمان، حيث قيل سلموا تابوت القدس واحفظوا مع التابوت عصا هارون وجرة المن وزيت المسح».
وبما أنه لم يتم العثور على تابوت العهد، لذا لم يكن في الهيكل الثاني تابوت.

### مزاعم أخرى على مكانه الحالي

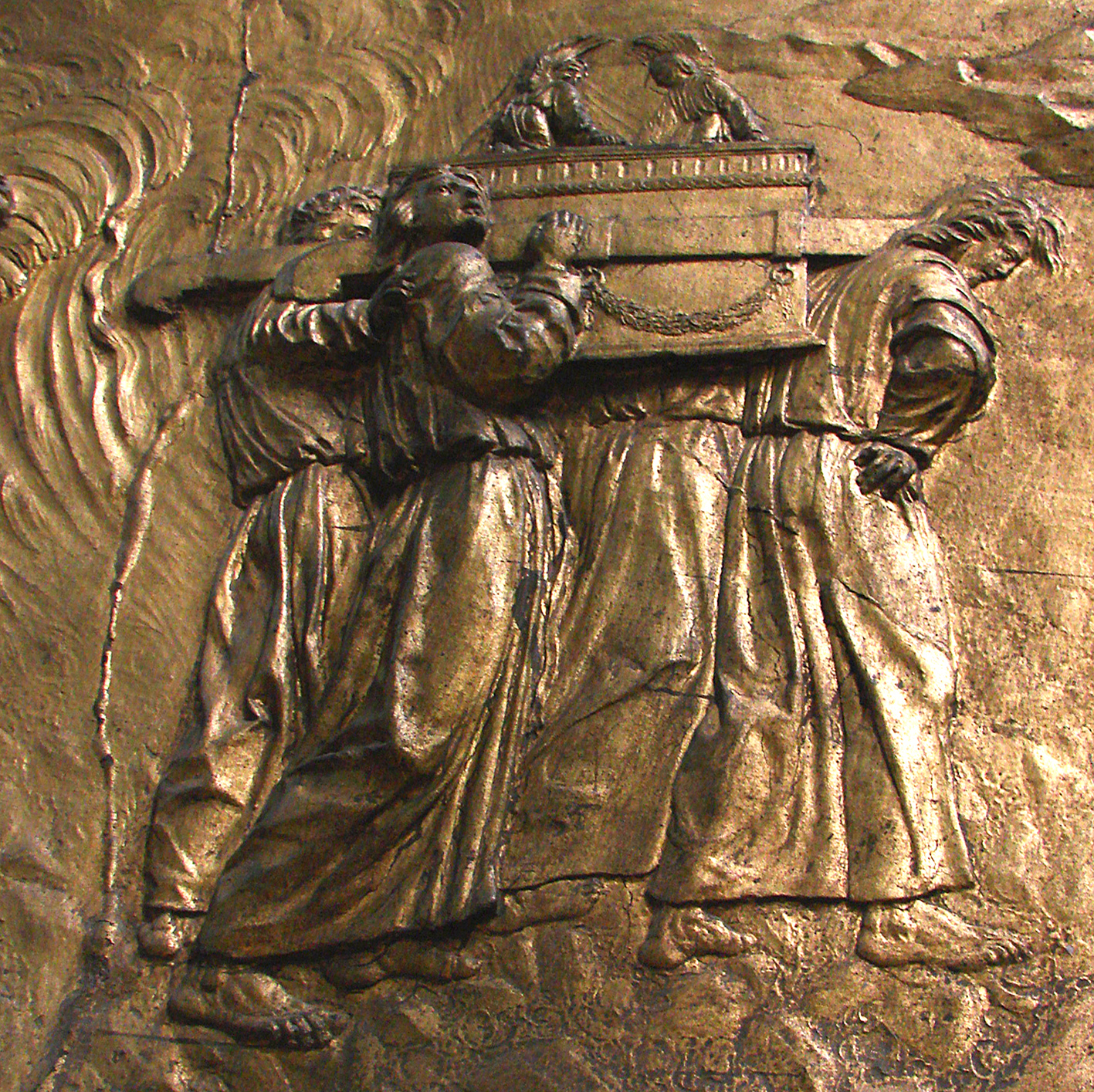

وفقاً لإحدى الفرضيات، فإن التابوت تم تهريبه في أيام منشيه، ملك يهودا وابنه حزقياهو، من الهيكل إلى مصر، للمكان الذي يسمى بئر الأرواح. وربما أُخذ من هناك إلى جزيرة إلفنتين، وهي جزيرة تقع على نهر النيل يوجد بها معبد يهودا. ووفق هذا الزعم، واصل التابوت رحلته وهو موجود حالياً في كنيسة السيدة مريم من صهيون في مدينة أكسوم في إثيوبيا.
وفقاً للملحمة الأثيوبية المسيحية (كبرا نجيشت بمعنى فخر الملوك) التي أنتجت لتمجيد سلالة الملوك السليمانية، فإن الابن المشترك لملكة سبا والملك سليمان المدعو منليك جاء لزيارة والده سليمان. وحاول الوالد إقناع منليك بالبقاء معه وعدم العودة إلى أثيوبيا. ومنحه ذهباً، ومجوهرات ومال كثير، لكن منليك لم يقتنع ولذلك أعد سليمان حاشية من بني إسرائيل لمرافقته إلى إثيوبيا. كانت تلك الحاشية تتضمن رجال من نبلاء وأشراف القدس وكان منهم كهنة ولاويين كثيرين، وفقاً للتراث المسيحي فإن نبلاء إثيوبيا هم نسلهم. وقد تبنى يهود إثيوبيا أجزاء من هذه المأثورات. ولاحقاً-بحسب كبرا نجيشت- منح الملك سليمان لمنليك أيضا نسخة من تابوت العهد لكن ابنه صادوق الكاهن الذي رافق منليك، بدل التابوت الأصلي بالنسخة المقلدة. وبعد أن أكتشف الخديعة، لم يتمكن من فعل شيء وتوجه لزوجته ابنة فرعون لمواساته وهي استغلت ذلك من أجل إغرائه بعبادة آلهة مصر. وفي أثناء ذلك وصل منليك إلى إثيوبيا مع الحاشية الضخمة ومعها تابوت العهد وفي وقت متأخر شن منليك عدة حروب عسكرية سوياً مع التابوت وكُتب في كبرا نجيشت:
«ولم يحتله أحد، بل على العكس، كل شخص هاجمه أُحتل»
كبرا نجيشت، الفصل 94
وفقاً لتراث الحكماء، فإن التابوت حُفظ في مكان ما في فجوة أسفل المسجد الأقصى، وبناءً على ذلك يؤمن الكثيرون أنه لازال هناك، وربما أيضا أسفل صخرة الأساس مباشرة (قبة الصخرة)، المكان الذي كان موضوعاً عليها في السابق.
تزعم عدة مصادر في الحكماء أن التابوت كان في فترة الهيكل الثاني أسفل ديوان الأشجار. ويمكن أن يتطابق هذا الزعم من الزعم السابق القائل بأن التابوت موجود في فجوة فتحت في المكان الذي كان في الماضي ديوان الأشجار.
في كتاب الحشمونائيم ثاني (الفصل 2، 1-6) كُتب أن يرمياهو النبي خبأ التابوت في المغارة التي وجدها في جبل نيبو سوياً مع عدد من الأغراض المقدسة من الهيكل. ويرمياهو الذي عاش في فترة خراب الهيكل الثاني، حاول على ما يبدو الحفاظ على التابوت والأغراض من التدمير وقت خراب الهيكل الأول. بالإضافة إلى ذلك، وفقاً لمصادر يهود اليمن فإن شتاتهم من إسرائيل بدأ في وقت مقارب من خراب الهيكل الثاني، فترة يرمياهو النبي. أثبتت نتائج تحاليل DNA التي أجراها الباحث البريطاني تيودور برفيت (Parfitt Tudor) في أوساط قبيلة الليبما في زيمبابوي، أرجع أصل القبيلة إلى الأصل سامي-يهودي وليس أفريقي. وتراث القبيلة يشير إلى أنها قدمت من إسرائيل عبر اليمن إلى أفريقيا، وأن بحوزتهم أداة مقدسة، هي نجوما لونجوندو (الطبل الصاخب).
ومن المزاعم الأخرى على مكانه الحالي أن المسلمين اصحاب المذهب الشيعي يؤمنون ان المهدي القائم (ع) سيستخرجه من بحيرة طبرية ويحتوي على مواريث الانبياء

## المعجزات الخارقة المنسوبة للتابوت
بحسب ما ذُكر في المقرا فإن تابوت العهد كان مرتبط بعدد من المعجزات. أولها كان انفلاق مياه نهر الأردن مع دخول شعب إسرائيل إلى أرض كنعان:
«ويكون حينما تستقر بطون أقدام الكهنة حاملي تابوت الرب سيد الأرض كلها في مياه الأردن أن مياه الأردن المياه المنحدرة من فوق تنفلق وتقف نداً واحداً».
(يشوع 3 13)
يتحدث سفر صموئيل أيضا عن عدة أحداث خارقة مرتبطة بالتابوت: سقوط تمثال داجون في أشدود أمام التابوت، الطاعون في جات وعقرون أثناء سبيه لدى الفلسطينيين، الطاعون الذي أصاب رجال بيت شيمش الذين لم يتعاملوا بقدر كافي من الاحترام مع التابوت، ومصرع عوزة بسبب لمسه التابوت أثناء هجرة التابوت إلى اورشليم.
وفقاً للحكماء (التلمود البابلي، مجيلاه 10، 2 وغيره) «مكان التابوت ليس من الطبيعة» بمعنى أنه لا يحتل موضعاً مادياً في قدس الأقداس. وهذا الأمر تعلموه من الوصف المقرائي (ملوك أول فصل 6) الخاص بتماثيل الأسود التي صنعها سليمان، التي كان جناح كل منهما عشرة أذرع، بينما كان اتساع قدس الأقداس بأكمله عشرين ذراعاً، أي أنه لم يبقَ مكان للتابوت نفسه. وصحيح أن الجمارا في ببا بترا (99، 1) اعتنت في هذه النظرة، وأتى باحتمالات عدة تدل على أن الأمور يمكن ان تسير بدون معجزة، لكن الإدعاء نفسه لم يتم استبعاده، على ما يبدو لأن الأمر «تراث بأيدينا جاء من آبائنا» (حسبما قال الرابي ليفي في الجمارا).
معجزة أخرى مرتبطة بالتابوت، وفقاً للحكماء، هو كونه «يحمل حامليه» بمعنى أنه على الرغم من كون التابوت ثقيل جداً، بسبب ألواح العهد، فإن التابوت لا يحتاج فقط للحمل، بل هو نفسه حمل حامليه.
وتلك الأمور أدت إلى رؤية التابوت من قبل الحاخامات كشيء شبه روحاني، لا يحتل موضع مادي فعلي. وهذا الأمر يندمج مع ظواهر أخرى فريدة المرتبطة بـ«القليل الذي يحتوي الكثير» التي حدثت في الأساس في الهيكل، وفقاً للحكماء، مثل معجزة أن المتواجدين في الهيكل كانوا «يقفون محتشدين ويتعبدون للربح»، وظواهر أخرى من هذا القبيل.

## تكوين التابوت
صنع التابوت على يد بصلئيل بن اوري بناء على أوامر الرب للنبي موسى. والتابوت يتكون من ثلاثة صناديق مفتوحة من أعلى كل واحد منها داخل الآخر. والصندوق الداخلي مصنوع من الذهب، والأوسط من خشب السنط والخارجي أيضا من الذهب.
والحافة العليا مطلية بالذهب وبذلك يكون قد نُفذ الأمر القائل «من الداخل ومن الخارج تغطى بالذهب». وأبعاد التابوت (بما في ذلك الإكليل) موصوف في (برشاة تروما –مسألة التبرعات) في سفر الخروج (الفصل 25 جملة 10):«...طوله ذراعين ونصف وعرضه ذراع ونصف»، لكن اختلف التنائيم حول ماهية هذا الذراع، حيث يرى الرابي مائير أن المقصود هو الذراع القياسي ذو الستة أشبار، بينما يرى الرابي يهودا أن المقصود هو ذراع الأواني الذي يحتوي فقط خمسة أشبار.
حافة التابوت العليا كانت مرتفعة تقريباً عن الداخلية، وكانت الإضافة على صورة اكليل حتى يبدو الغطاء عندما يوضع على التابوت وكأنه تاج. وغطاء التابوت (الكافورت) كان عبارة عن لوح ذهبي سميك وعليه تمثالين من الذهب ينظر كل منهما باتجاه الآخر، وعلى جوانب التابوت حلقات ذهب مثبت بها ساندتين من الخشب المطلي بالذهب.

## اطار ذهبي محيط
في "برشاة تروما" موصوف أنه على تابوت العهد وعلى طاولة الخبز الداخلية يصنع ""اطار ذهبي محيط" إذا كان تابوت العهد مصنوعاً على صورة صندوق خشبي مستطيل وملفوف، والجدير بالذكر أن التفسير المطلوب للمصطلح "إطار ذهبي محيط" هو "شريط ذهبي مشغول، مصهور أو مطروق، الموصول بالطرف العلوي لجوانب الصندوق". وبهذا الروح يفسر الرابي شلومو يتسحاقي الجملة 11 ويصف الإطار الذهبي "كتاج يحيط بمحيط أعلى تابوت العهد." وفي أعقاب هذا التفسير، صنع الفنان تابوت، تابوت القدس الخاص بالمعبد في مودينيا بإيطاليا في عام 1472م. وهو شكّله كصندوق خشبي وأحاط طرفه الأعلى بإطار منقوش ومُذهب.
ويمكن ان نقارن اطار تابوت العهد بإطارات أخرى في خيمة الاجتماع:
«قال الرابي يوحنان: ثلاثة حواف هي: الخاصة بالمذبح والخاصة بالتابوت والخاصة بالمنضدة. الخاصة بالمذبح (الكهنوت) فاز بها أهرون وحمله، والخاصة بالمنضدة (الملكية) فاز بها داود وحمله، والخاصة بالتابوت ما يزال موضوع، وكل من يرغب في أخذه فليأتي ويأخذه. ويقول التلمود بالملوك يملكون (أي أن التابوت يعلو على الملكية)» مشلي
8:15
مفسر التلمود الرابي يوحنان يتطرق إلى المسألة الخاصة بإطار التابوت، الذي يرمز إلى التوراة، التي يحظى بصلاحيتها كل عالم فطن. ووفقاً لهذا التوجه فإن الإطار تحول من زخرفة إلى حلية ترمز إلى وضع مرتديها، مثل الإكليل والتاج التناخييم.

## موقع تابوت العهد في أثيوبيا
تؤمن الكنيسة الأثيوبية أن تابوت العهد موجود في أثيوبيا في مدينة اكسوم في كنيسة السيدة مريم من صهيون تحت غطاء سري ثقيل. في الكنيسة بأكسوم يعين كاهن عجوز يكون هو الوحيد المسموح له بالدخول لرؤية التابوت، وصاحب هذا المنصب يتم تغيره باستمرار عقب تعرضه لحالات وفاة غريبة وغير طبيعية، كما أن جميع الحراس يدعون أنهم يشعرون أن التابوت يسبب لهم أضراراً، وجميعهم ذكروا أن بصرهم بدأ في الضعف منذ لحظة اختيارهم لهذه المهمة وشاهدوا التابوت. ووفقاً للكتابات المقدسة الأثيوبية فإن منليك الذي يعُد نسلاً مشتركاً لكل من ملكة سبا والملك سليمان هو الذي أحضر التابوت الحقيقي إلى أثيوبيا بعد أن قام ابن صادوق الكاهن باستبداله بالنسخة المقلدة التي أعطاه ايها الملك سليمان. وفي جميع كنائس أثيوبيا يوجد نسخة مقلدة من تابوت العهد، الذي يمكن أنه قدسية للكنيسة. وكل عام في شهر يناير يحتفلون في أثيوبيا بعيد الميلاد، الذي يحمل عندهم اسم «تيم-كت» ويخرجون في مسيرات ومواكب شعبية وهم يحملون نسخاً من تابوت العهد.